# 강일 나들목
강일 나들목(江一나들목, Gangil IC, 강일IC)은 대한민국 서울특별시 강동구 고덕2동과 강일동에 걸쳐 설치된 수도권제1순환고속도로의 7번 나들목이자 서울양양고속도로와 수도권제1순환고속도로, 올림픽대로가 만나는 교차로이며, 서울양양고속도로와 미사대로의 기점이자 올림픽대로의 종점이다. 이 교차로에서부터 미사교차로까지 서울양양고속도로와 미사대로가 서로 중첩된다.
개통 당시 명칭은 하일 나들목이었으나, 2000년 1월 1일에 하일동이 강일동으로 변경됨에 따라 강일 나들목으로 변경되었다. 2009년 서울양양고속도로가 개통되면서 서울외곽순환고속도로와 접속하게 되어 강일 분기점이 되었다. 다만, 개통 당시부터 "나들목"이라는 명칭을 사용하였고, 서울양양고속도로 강일 나들목 ~ 미사교차로 구간이 미사대로와 중첩되기 때문에 기존 운전자의 혼선을 방지하기 위해 한국도로공사와 서울특별시가 협의하여 강일 나들목이라는 표기를 그대로 사용하고 있으며, 서울양양고속도로와 접속하는 동쪽 지역에 한해 강일 분기점이라는 표기를 사용한다.
동서울종합터미널을 오고가는 시외, 고속버스들이 주로 이용하는 나들목이다. 또한 상일 나들목과 이 나들목 사이를 지나가면 고덕차량사업소와 강동공영차고지도 볼 수 있다.

## 연혁
- 1987년 12월 3일 : 중부고속도로 남이 ~ 하일간 개통에 따라 하일 나들목으로 영업 개시[1]
- 1991년 3월 29일 : 서울 도시계획시설 교통광장에 강동구 하일동 일원을 하일 나들목으로 고시 및 면적 변경[2]
- 1991년 7월 25일 : 중부고속도로 하일 나들목 ~ 하남 분기점 구간이 서울외곽순환고속도로에 편입되면서 서울외곽순환고속도로의 나들목이 됨.[3]
- 1991년 11월 29일 : 하일 나들목 ~ 남양주 나들목 구간 개통
- 2000년 1월 1일 : 강일 나들목으로 명칭 변경
- 2006년 7월 4일 : 2009년 8월까지 교통영향평가에 따른 나들목 일부 확장을 위해 서울특별시 강동구 하일동 ~ 강원도 춘천시 동산면 조양리 61.41km 구간 도로구역 변경[4]
- 2009년 7월 15일 : 서울양양고속도로 서울 ~ 춘천 구간 개통과 함께 분기점이 됨.[5] 단, 혼선을 방지하기 위해 명칭은 강일 나들목으로 그대로 유지.

## 구조물 정보
- 위치: 서울특별시 강동구 고덕2동, 강일동

## 접속하는 노선・도로

### 양양・하남방면
- 서울양양고속도로 (번호 없음), 미사대로(하남시도 제176호선) (중첩구간)

### 성남・고양방면
- 수도권제1순환고속도로 (7번)

### 강서방면
- 서울특별시도 제88호선 (올림픽대로)